# Machanghu
Machanghu (kinesiska: 马厂湖镇, 马厂湖) är en köping i Kina. Den ligger i provinsen Shandong, i den östra delen av landet, omkring 210 kilometer sydost om provinshuvudstaden Jinan. Antalet invånare är 56507. Befolkningen består av 27 201 kvinnor och 29 306 män. Barn under 15 år utgör 17,0 %, vuxna 15-64 år 74 %, och äldre över 65 år 8,0 %.
Genomsnittlig årsnederbörd är 1 105 millimeter. Den regnigaste månaden är juli, med i genomsnitt 330 mm nederbörd, och den torraste är januari, med 6 mm nederbörd.